# Весетне
Весетне (англ. Waskatenau) — село в Канаді, у провінції Альберта, у складі муніципального району Смоукі-Лейкс.

## Населення
За даними перепису 2016 року, село нараховувало 186 осіб, показавши скорочення на 27,1%, порівняно з 2011-м роком. Середня густина населення становила 311,9 осіб/км².
З офіційних мов обидвома одночасно не володів жоден з жителів, тільки англійською — 185. Усього 30 осіб вважали рідною мовою не одну з офіційних, з них 5 — українську.
Працездатне населення становило 85 осіб (65,4% усього населення), рівень безробіття — 17,6% (16,7% серед чоловіків та 0% серед жінок). 76,5% осіб були найманими працівниками, а 23,5% — самозайнятими.
Середній дохід на особу становив $12 013 (медіана $12 002), при цьому для чоловіків — $12 013, а для жінок $12 013 (медіани — $12 002 та $12 002 відповідно).
25,9% мешканців мали закінчену шкільну освіту, не мали закінченої шкільної освіти — 11,1%, 55,6% мали післяшкільну освіту.
| Статево-вікова структура населення | Статево-вікова структура населення | Статево-вікова структура населення | Статево-вікова структура населення | Статево-вікова структура населення |
| ---------------------------------- | ---------------------------------- | ---------------------------------- | ---------------------------------- | ---------------------------------- |
|                                    |                                    |                                    |                                    |                                    |
| Всього                             | Всього                             | 45,9%54,1%                         |                                    |                                    |
| 0 — 14 років                       | 0 — 14 років                       |                                    | 11,1%                              | 11,1%                              |
| 15 — 64 років                      | 15 — 64 років                      |                                    | 69,4%                              | 69,4%                              |
| 65 і більше                        | 65 і більше                        |                                    | 19,4%                              | 19,4%                              |
| 85 і більше                        | 85 і більше                        |                                    | 2,8%                               | 2,8%                               |
| Середній вік (років)               | Середній вік (років)               | 48,144,3                           | 46,1                               | 46,1                               |
| Медіана (років)                    | Медіана (років)                    | 52,547,5                           | 49,3                               | 49,3                               |
| — чоловіки — жінки                 |                                    |                                    |                                    |                                    |

| Походження мешканців:     | Походження мешканців:     | Походження мешканців: | Походження мешканців: | Походження мешканців: |
| ------------------------- | ------------------------- | --------------------- | --------------------- | --------------------- |
| Походження                |                           |                       | осіб                  | %                     |
| Корінні американці        | Корінні американці        |                       | 10                    | 6.67%                 |
| Інше північноамериканське | Інше північноамериканське |                       | 55                    | 36.67%                |
| Європейське               | Європейське               |                       | 95                    | 63.33%                |
| британське                | британське                |                       | 30                    | 20%                   |
| французьке                | французьке                |                       | 15                    | 10%                   |
| українське                | українське                |                       | 30                    | 20%                   |
| Азійське                  | Азійське                  |                       | 10                    | 6.67%                 |

| Зайнятість населення за галузями (за класифікацією NOC): | Зайнятість населення за галузями (за класифікацією NOC): | Зайнятість населення за галузями (за класифікацією NOC): | Зайнятість населення за галузями (за класифікацією NOC): | Зайнятість населення за галузями (за класифікацією NOC): |
| -------------------------------------------------------- | -------------------------------------------------------- | -------------------------------------------------------- | -------------------------------------------------------- | -------------------------------------------------------- |
|                                                          |                                                          |                                                          |                                                          |                                                          |
| Управління                                               | Управління                                               |                                                          | 11,8%                                                    | 11,8%                                                    |
| Бізнес, фінанси та адміністрування                       | Бізнес, фінанси та адміністрування                       |                                                          | 11,8%                                                    | 11,8%                                                    |
| Охорона здоров'я                                         | Охорона здоров'я                                         |                                                          | 11,8%                                                    | 11,8%                                                    |
| Освіта, правозахист, муніципальні та урядові служби      | Освіта, правозахист, муніципальні та урядові служби      |                                                          | 11,8%                                                    | 11,8%                                                    |
| Роздрібна торгівля та послуги                            | Роздрібна торгівля та послуги                            |                                                          | 17,6%                                                    | 17,6%                                                    |
| Гуртова торгівля, транспорт та обладнання                | Гуртова торгівля, транспорт та обладнання                |                                                          | 29,4%                                                    | 29,4%                                                    |
| Виробництво                                              | Виробництво                                              |                                                          | 11,8%                                                    | 11,8%                                                    |

## Клімат
Середня річна температура становить 1,5°C, середня максимальна – 21,2°C, а середня мінімальна – -23,4°C. Середня річна кількість опадів – 469 мм.
| Клімат поселення                              | Клімат поселення | Клімат поселення | Клімат поселення | Клімат поселення | Клімат поселення | Клімат поселення | Клімат поселення | Клімат поселення | Клімат поселення | Клімат поселення | Клімат поселення | Клімат поселення | Клімат поселення |
| Показник                                      | Січ.             | Лют.             | Бер.             | Квіт.            | Трав.            | Черв.            | Лип.             | Серп.            | Вер.             | Жовт.            | Лист.            | Груд.            |                  |
| Середній максимум, °C                         | −9,95            | −5,66            | 0,50             | 10,38            | 17,17            | 21,24            | 20,98            | 20,18            | 14,99            | 9,11             | −1,78            | −8,94            |                  |
| Середня температура, °C                       | −16,68           | −12,39           | −6,22            | 3,66             | 10,46            | 14,52            | 16,09            | 15,28            | 10,10            | 4,20             | −6,68            | −13,83           |                  |
| Середній мінімум, °C                          | −23,38           | −19,1            | −12,93           | −3,05            | 3,75             | 7,81             | 11,19            | 10,38            | 5,20             | −0,69            | −11,6            | −18,74           |                  |
| Норма опадів, мм                              | 21               | 14               | 21               | 23               | 46               | 86               | 95               | 59               | 44               | 22               | 20               | 18               |                  |
| Середньомісячна швидкість вітру, м/с          | 3.10             | 3.10             | 3.30             | 3.60             | 3.68             | 3.30             | 3.10             | 3.00             | 3.10             | 3.40             | 3.30             | 3.20             |                  |
| Середньомісячна сонячна радіація, кДж/м²·день | 3263             | 6749             | 12218            | 17400            | 20590            | 21912            | 22030            | 18269            | 12301            | 7213             | 3583             | 2278             |                  |
| --------------------------------------------- | ---------------- | ---------------- | ---------------- | ---------------- | ---------------- | ---------------- | ---------------- | ---------------- | ---------------- | ---------------- | ---------------- | ---------------- | ---------------- |
| Джерело:                                      |                  |                  |                  |                  |                  |                  |                  |                  |                  |                  |                  |                  |                  |